# Oiana Blanco
Oiana Blanco Echevarría (ur. 13 maja 1983) – hiszpańska judoczka, wicemistrzyni świata, brązowa medalistka mistrzostw Europy.
Największym sukcesem zawodniczki jest srebrny medal świata z Rotterdamu (2009) w kategorii do 48 kg.